# Passeport 13.444
Paseport 13.444 est un film français réalisé par Léon Mathot, sorti en 1931.

## Fiche technique
- Titre : Passeport 13.444
- Réalisation : Léon Mathot
- Scénario : Léon Mathot
- Photographie : René Gaveau
- Production : G.F.F.A. (Gaumont-Franco Film-Aubert)
- Pays d'origine :  France
- Durée : 92 minutes
- Date de sortie : 9 juillet 1931

## Distribution
- Léon Mathot : André de Bussac
- Tania Fédor : Nadia
- Madame Malleville : Madame de Bussac
- Jean Marié De l'Isle : le baron Herman
- René Ferté : Serge Belinski
- Mag Landry : Anouchia
- Henri Kerny : François
- Marguerite de Morlaye
- André Marnay
- Georges Tourreil